# Ягодинка (Ростовская область)
Ягодинка — хутор в Октябрьском районе Ростовской области.
Входит в состав Краснолучского сельского поселения.

## География
Хутор расположен на реке Кадамовке.

### Улицы
| - ул. Есенина - ул. Молодёжная - ул. Новая - ул. Песчаная | - ул. Речная - ул. Степная - ул. Центральная - ул. Школьная |

## Население
| 2010 |
| ---- |
| 380  |

### Известные люди
Здесь жила и работала Кудаченко, Варвара Степановна — Герой Социалистического Труда.

## Религия
Первый деревянный храм в хуторе Ягодинка появился на рубеже XIX—XX веков, когда сюда перенесли старую деревянную церковь из станицы Бессергеневской. Она действовал вплоть до 1937 года, когда храм закрыли и стали использовать в качестве зерносклада и ремонтных мастерских. В конце 1970-х годов деревянную церковь сожгли.
Инициатором восстановления храма после распада СССР стал бывший министр сельского хозяйства Ростовской области Вячеслав Василенко, родиной которого является Октябрьский район.
Новый каменная Церковь Троицы Живоначальной (улица Школьная, 24) начала строиться в 2007 году и была освящена в 2008 году.